# Митридат V (Понт)
Митридат V Евергет (на гръцки: Mιθριδάτης Eυεργέτης) е седмият цар на Понтийското царство. Вероятно е син на Фарнак I и племенник на Митридат IV Филопатор.

## Управление
Датата на качването му на трона не е сигурна. Той продължава политиката на приятелство с Рим започната от неговия предшественик.
Митридат V подпомага римляните с кораби и помощни войски по времето на Третата пуническа война (149 – 146 пр.н.е.) и по-късно оказва съдействие на римляните във войната им срещу Аристоник Пергамски (131 – 129 пр.н.е.). Заради тези действия консула Маний Аквилий го награждава като му дава провинция Фригия. Въпреки че действията на Аквилий са отменени от сената, изглежда Митридат V управлява провинцията до смъртта си.
Митридат V дава дъщеря си Лаодика за съпруга на Ариарат VI, цар на Кападокия, като по този начин увеличава силата на царството си. Края на управлението му е 120 пр.н.е., когато е убит в Синоп при заговор, в който вероятно участват членове на собственото му семейство.